# Brian Lara
Brian Charles Lara (Santa Cruz, 2 maggio 1969) è un ex crickettista trinidadiano.
Celebre per avere effettuato 501 not out nel 1994, è stato sponsor della serie di videogiochi di cricket Brian Lara Cricket prodotta da Codemasters.